# Cook Forest State Park Indian Cabin District
Ne doit pas être confondu avec Cook Forest State Park River Cabin District.
Le Cook Forest State Park Indian Cabin District est un district historique à la frontière du comté de Clarion et du comté de Forest, en Pennsylvanie, aux États-Unis. Situé au sein du parc d'État de Cook Forest, ce district emploie le style rustique du National Park Service. Il est inscrit au Registre national des lieux historiques depuis le 12 février 1987.